# あいつと私
『あいつと私』（あいつとわたし）は、石坂洋次郎の小説である。『週刊読売』に連載し、その後新潮社で刊行した。文庫版は新潮社文庫と徳間文庫がある。過去に映画化、ドラマ化されている。

## あらすじ
ごく一般的な家庭に生れ育った常識人の浅田けい子と、特異な家庭環境に加え出生の秘密も抱え持ちニヒリスティックな性格の黒川三郎は大学の同級生である。あまりにも対照的な「あいつ」（黒川）と「私」（けい子）を軸にして、現代の学生風俗と学園風景や愛情関係など時には深刻な話題をちりばめながらもユーモア精神で前向きに歩いていく二人だった。

## 書誌情報
- 週刊読売 1960年9月11日号から1961年3月19日号にかけて連載。挿絵：長沢節
- 新潮文庫 ISBN 978-4101003191
- 徳間文庫 ISBN 978-4198919078

## 映画版
1961年と1976年に2度映画化されている。

### 1961年版
同年9月10日公開。主演は石原裕次郎。

#### キャスト
- 黒川三郎：石原裕次郎
- 黒川甲吉（三郎の父）：宮口精二
- モトコ・桜井（三郎の母）：轟夕起子
- 浅田けい子：芦川いづみ
- 浅田金吾（けい子の父）：清水将夫
- 浅田まさ子（けい子の母）：高野由美
- 浅田ゆみ子（けい子の妹 高校生）：吉永小百合
- 浅田たえ子（けい子の妹 中学生）：酒井和歌子
- 浅田ふみ子（けい子の妹 小学生）：尾崎るみ子
- おばあちゃん：細川ちか子
- 野溝あさ子：中原早苗
- 磯村由里子：高田敏江
- 元村貞子：吉行和子
- 加山さと子：笹森礼子
- 金森あや子：標滋賀子
- 金沢正太（三郎の親友）：小沢昭一
- 日高健伍：伊藤孝雄
- 桑原一郎：武藤章生
- 園城寺（モトコの恋人）：庄司永建
- 阿川正男（モトコの元恋人）：滝沢修
- 松本みち子（モトコの弟子）：渡辺美佐子
- 高野教授：浜村純

#### スタッフ・作品データ
- 企画：坂上静翁
- 監督：中平康
- 脚本：池田一朗、中平康
- 原作：石坂洋次郎
- 音楽：黛敏郎
- 主題歌：石原裕次郎「あいつと私」
- 撮影：山崎善弘
- 照明：藤林甲
- 美術：松山崇
- 録音：片桐登司美
- 編集：辻井正則
- スクリプター：堀北昌子
- スチル写真：斎藤耕一
- 製作主任：銭谷功
- 助監督：西村昭五郎
- 上映時間（巻数 / メートル）：104分（9巻 / 2,860メートル）
- フォーマット：カラー映画 - 日活スコープ（2.35:1） - 24fps - モノラル録音
- 映倫番号：12404
- 同時上映：『追跡』（監督西河克己、主演二谷英明）

### 1976年版
4月24日公開。主演は三浦友和。

#### キャスト
- 黒川三郎：三浦友和
- 浅田けい子：檀ふみ
- モトコ・桜井（三郎の母）：高峰三枝子
- 黒川甲吉（三郎の父）：有島一郎
- 金沢正太（三郎の親友）：山本伸吾
- 浅田金吾（けい子の父）：横山あきお
- 浅田まさ子（けい子の母）：加藤治子
- 浅田ゆみ子（けい子の妹）：片平なぎさ
- 浅田たえ子（けい子の妹）：寺尾理恵
- 浅田ふみ子（けい子の妹）：平井幸代
- おばあちゃん：近松麗江
- 野溝あさ子：高橋ひとみ
- 加山さと子：望月真理子
- 元村貞子：森川千恵子
- 金田トミ子：横井川恭代
- 高野教授：名古屋章
- 阿川正人：芦田伸介
- 松本みち子：倍賞美津子

#### スタッフ
- 配給：東宝
- 製作：東宝企画
- 脚本：池田一朗
- 監督：河崎義祐

#### 同時上映
『エデンの海』
- ホリ企画制作作品。原作：若杉慧（3度目の映画化）。監督：西河克己（1963年版に引き続き2度目のメガホン）。主演：山口百恵、南條豊。

## ドラマ版
1963年と1986年にフジテレビが、1967年に日本テレビがそれぞれドラマ化している。

### 1963年版
1963年12月1日から1964年1月5日までフジテレビの『さくらスターライト劇場』枠で放送。同枠放送作品の第1弾。

#### キャスト
- 三上真一郎
- 小桜純子
- 三宅邦子
- 久松喜世子
- ほか

#### スタッフ
| フジテレビ系列 日曜21:45枠 （本番組から『さくらスターライト劇場』）                                | フジテレビ系列 日曜21:45枠 （本番組から『さくらスターライト劇場』） | フジテレビ系列 日曜21:45枠 （本番組から『さくらスターライト劇場』） |
| 前番組                                                                                             | 番組名                                                              | 次番組                                                              |
| -------------------------------------------------------------------------------------------------- | ------------------------------------------------------------------- | ------------------------------------------------------------------- |
| 三菱ダイヤモンドグローブ・ボクシング中継 （1963年4月 - 11月） ※21:30 - 22:45 【日曜21:00枠へ移動】 | あいつと私（1963年版） （1963年12月1日 - 1964年1月5日）             | 哀愁によろしく （1964年1月12日 - 3月1日）                           |

### 1967年版
1967年2月13日から同年7月3日まで日本テレビ系列局で毎週月曜 20:00 - 20:56 （日本標準時）に放送。同枠で続けて放送されていた石坂洋次郎原作シリーズの第6弾である。
2016年7月24日に発売されたDVDとして初めてソフト化された。
- 製作：日本テレビ、日活
- 放送期間：1967年2月13日 - 7月3日
- 放送回数：全18話
- 放送形態：モノクロフィルム作品

#### キャスト
- 西田恵子：松原智恵子
- 黒田三郎：川口恒
- 恵子の妹：ジュディ・オング
- 恵子の妹：小橋玲子
- 恵子の妹：松井八知栄
- 恵子の父：大坂志郎
- 恵子の母：加藤治子
- 恵子の祖母：英太郎
- 粕谷純平：舟木一夫
- 三郎の父：十朱久雄
- 三郎の母（美容院経営）宮城千賀子
- 松山省二
- 月丘夢路
- 美容院従業員：広瀬みさ
- 恵子の学友：伊藤るり子
- 恵子の学友：沢知美
- 恵子の学友：槙杏子
- 恵子の学友：茅島成美
- 恵子の学友：中尾彬
- 恵子の学友：有川博
- 川地民夫
- 藤村有弘
- 斎藤達雄
- 山内賢（特別出演）

#### スタッフ
- プロデューサー：小坂敬
- 脚本：松木ひろし、斎藤耕一
- 音楽：鏑木創
- 主題歌：舟木一夫「あいつと私」
- 挿入歌：沢知美「私にいわせて」
- 監督：西村昭五郎、千野皓司、柳瀬観、鍛冶昇

#### 放送日程
| 回数 | 放送日 （1967年） | サブタイトル         | 脚本       | 監督       |
| ---- | ----------------- | -------------------- | ---------- | ---------- |
| 1    | 2月13日           | プールの底のあいつ   | 松木ひろし | 西村昭五郎 |
| 2    | 2月20日           | 夜空の上のあいつ     | 松木ひろし | 西村昭五郎 |
| 3    | 2月27日           | とても憎いあいつ     | 松木ひろし | 西村昭五郎 |
| 4    | 3月6日            | そよ風の中のあいつ   | 松木ひろし | 千野皓司   |
| 5    | 3月13日           | 殴られたあいつ       | 松木ひろし | 千野皓司   |
| 6    | 3月20日           | 旅情のあいつ         | 松木ひろし | 千野皓司   |
| 7    | 3月27日           | 見つめていた私       | 松木ひろし | 千野皓司   |
| 8    | 4月3日            | 素足で駈ける私       | 斎藤耕一   | 柳瀬観     |
| 9    | 4月10日           | 夕陽に微笑む私       | 斎藤耕一   | 柳瀬観     |
| 10   | 4月17日           | 幸せを祈る私         |            | 鍛冶昇     |
| 11   | 4月24日           | 嵐の中の私           |            | 鍛冶昇     |
| 12   | 5月1日            | 噂の私               | 松木ひろし | 鍛冶昇     |
| 13   | 5月8日            | 土砂降りのあいつ     | 松木ひろし | 柳瀬観     |
| 14   | 5月22日           | 星に賭けるあいつ     | 松木ひろし | 柳瀬観     |
| 15   | 5月29日           | アフリカから来た男   | 松木ひろし | 柳瀬観     |
| 16   | 6月12日           | マッサラーマ、夏の日 | 松木ひろし | 柳瀬観     |
| 17   | 6月26日           | 呼ばれたあいつ       | 松木ひろし | 千野皓司   |
| 18   | 7月3日            | アイ・ラブ・あいつ   | 松木ひろし | 鍛冶昇     |

| 日本テレビ系列 月曜20:00枠               | 日本テレビ系列 月曜20:00枠                        | 日本テレビ系列 月曜20:00枠                    |
| 前番組                                   | 番組名                                            | 次番組                                        |
| ---------------------------------------- | ------------------------------------------------- | --------------------------------------------- |
| 何処へ （1966年11月14日 - 1967年2月6日） | あいつと私（1967年版） （1967年2月13日 - 7月3日） | 続・風と樹と空と （1967年7月10日 - 10月16日） |

### 1986年版
1986年5月15日にフジテレビの「木曜ドラマストリート」枠で放送。映画版では大学生だが、木曜ドラマストリート版では主人公及び同学年の友人は都立高校二年生として設定（1986年フジテレビ/アズバース発売の『中山美穂のあいつと私』VHSより）。また、VHSジャケットでは本作が中山美穂初主演ドラマとなっている。
同年3月に放送の『藤子不二雄の夢カメラ』に続く中山美穂のフジテレビ系ドラマ出演作第2作で、本作では主演女優となっている。主演の中山と松村雄基は、翌年放送のフジテレビ系連続ドラマ『おヒマなら来てよネ!』で再度共演した。

#### キャスト
- 浅田けい子（2年A組）：中山美穂
- 黒川三郎（2年E組）：松村雄基
- 金沢正太（2年A組）：土家歩
- けい子の母：藤田弓子
- けい子の父：河原崎長一郎
- けい子の祖母：赤木春恵
- 美術教師：佐藤蛾次郎
- 三郎の義父：桜井センリ
- モトコ・桜井（ファッションデザイナー、三郎の母）：江波杏子

#### スタッフ
- 監督：吉田啓一郎
- 企画：重村 一（フジテレビ）
- プロデューサー：前田和也（フジテレビ）、宅間秋史（フジテレビ）、高橋 勝（アズバーズ）
- 原作：：石坂洋次郎 新潮社刊「あいつと私」より
- 脚本：渡辺千明
- 音楽：渡辺俊幸
- 主題歌：「テネシー・ワルツ」安部恭弘
- 技術：石川清一
- カメラ：木村弘一
- VE：橋本慶一
- 照明：浅田昭夫
- 音声：岩崎 弘
- 編集：杉本昌典
- 音効：宮下博行
- 美術デザイン：小泉章一
- 美術制作：保戸田功
- 装飾：大橋軍次
- 衣裳：森脇 茂
- 美粧：落合朋子
- アクションクリエータ：岡田 勝
- 広報：大多 亮（フジテレビ）
- スチール：脇 吉彦
- 記録：杉山珠美
- 演出助手：塚田哲也
- 制作主任：内野 司
- ロケ協力：伊東温泉ホテルゑびな、XAX HARAJUKU、HIROMICHI NAKANO、五反田ゆうぽうと
- 衣裳協力：EMI'S、COX、やまと、MOGA、yoshie inaba
- 制作協力：NHK美術センター、ACT
- 制作：フジテレビ、アズバーズ